# Michaek Schwarzmann
Michael Schwarzmann, (Kempten, 7 de janeiro de 1991) é um ciclista profissional alemão que actualmente corre para a equipa Bora-Hansgrohe.

## Palmarés
2009
- 1 etapa do Regio-Tour

2016
- 1 etapa do Tour de Azerbaijão[1]

## Resultados nas Grandes Voltas
| Carreira           | 2010 | 2011 | 2012 | 2013 | 2014 | 2015 | 2016 | 2017 | 2018 | 2019 |
| ------------------ | ---- | ---- | ---- | ---- | ---- | ---- | ---- | ---- | ---- | ---- |
| Giro d'Italia      | -    | -    | -    | -    | -    | -    | -    | -    | -    | 114º |
| Tour de France     | -    | -    | -    | -    | -    | -    | -    | -    | -    | -    |
| Volta a Espanha    | -    | -    | -    | -    | -    | -    | 157º | 154º | 150º | -    |
| Mundial em Estrada | -    | -    | -    | -    | -    | -    | -    | -    | -    | -    |

-: não participa

Ab.: abandono